# Capnogram
Het capnogram is een grafische voorstelling van de gemeten concentratie koolstofdioxide in ademlucht als functie van de tijd. Een capnogram wordt getoond en geschreven door een capnograaf.
Het capnogram is een hulpmiddel dat wordt gebruikt tijdens operaties waarbij de patiënt onder algehele anesthesie (narcose) gaat.

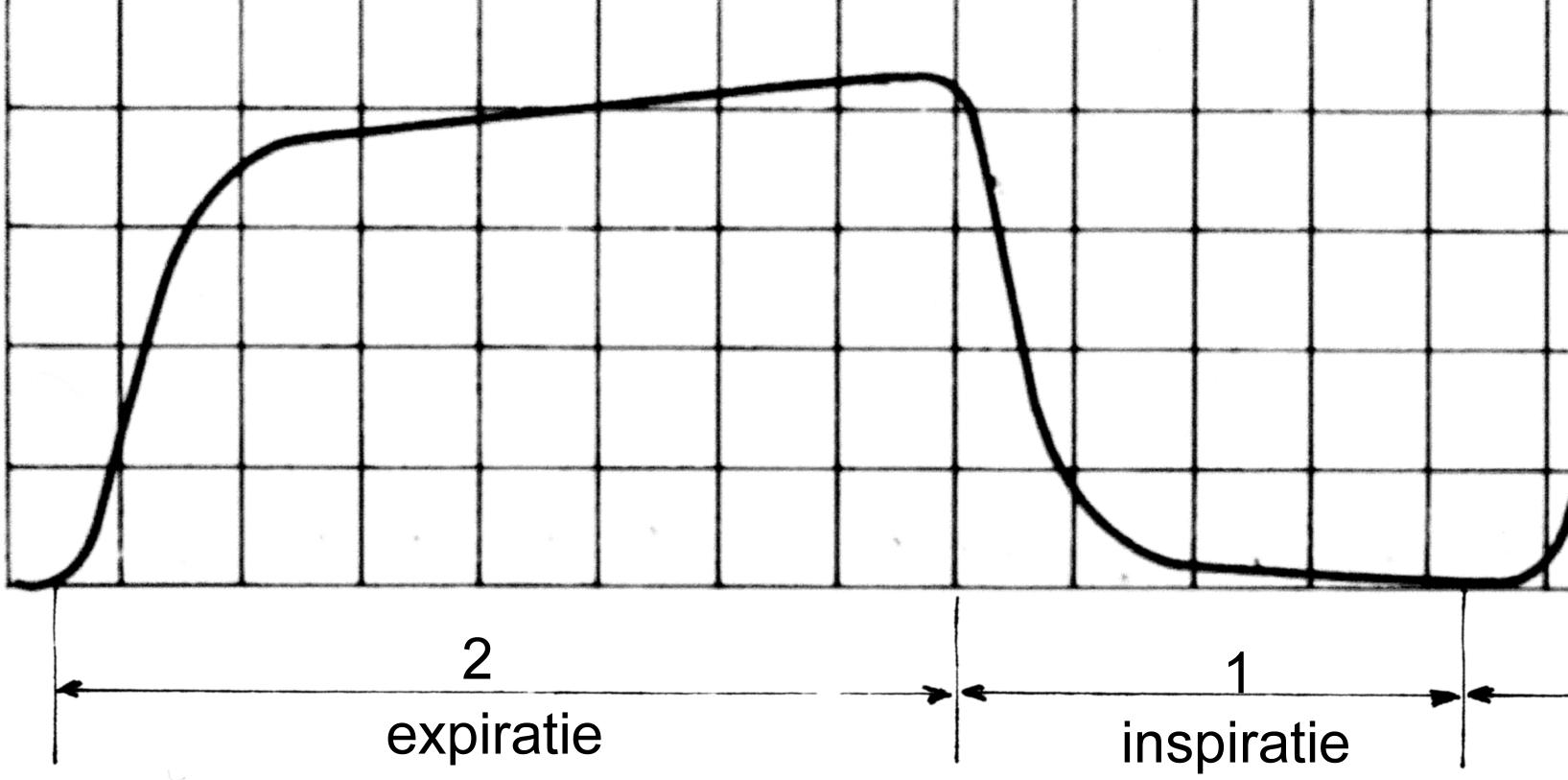
standaard capnogram

De grafische voorstelling van het verloop in concentraties koolstofdioxide in ademlucht vertoont een karakteristiek patroon. Tijdens inademing (inspiratiefase) is de concentratie bijna 0%, overeenkomend met de basislijn van de curve.
Gedurende de uitademing (expiratiefase) wordt een toenemende hoeveelheid koolstofdioxide gemeten en dat resulteert in een oplopende curve. Aan het einde van de expiratiefase wordt koolzuurgas gemeten dat afkomstig is uit de longblaasjes, de alveolaire concentratie. Bij de mens en de meeste zoogdieren is er een vaste verhouding tussen de duur van de inspiratiefase en die van de expiratiefase namelijk 1:2. Dit houdt in dat de expiratie tweemaal zo lang duurt als de inspiratie.
Deze verhouding wordt de inspiratie-expiratie-ratio genoemd, uitgedrukt als I:E = 1:2.
De curve van het capnogram toont direct aan of er afwijkingen zijn in de ademhaling dan wel mogelijke technische problemen met het anesthesieapparaat.
Is de absorber verzadigd met koolzuurgas dan zal de patiënt bij iedere inademing CO2 terugademen. Dit blijkt uit het niet naar 0% terugkeren van het capnogram en een steeds hogere eindwaarde. Zonder ingrijpen ontstaat een voor de patiënt levensbedreigende situatie. Het capnogram laat al vroeg zien dat er een probleem kan ontstaan.
Ook in situaties als een losgeraakte tube, beginnende hyperventilatie of ademstilstand waarschuwt het capnogram de gebruiker.

## Voorbeelden van capnogrammen

### Het normale capnogram

Een normaal capnogram

A: CO2-vrij gas wordt uitgeademd uit de anatomische en mechanische dode ruimte.
B:gas uit de alveolen wordt gemengd met gas uit de anatomische dode ruimte.
C:Het alveolaire plateau duidt aan dat het uitgeademde gas vrijwel geheel alveolair is. ETCO2 wordt gemeten aan het eind van het plateau.
Hieronder een aantal voorbeelden van capnogrammen met een verklaring van de afwijking.

### Losse verbindingen
Losraken van slangen in het beademingscircuit is direct in het capnogram zichtbaar. CO2 ophoping tijdens de apnoetijd wordt geregistreerd als hogere ETCO2 waarden in de eerste ademhalingen na herstel van de verbindingen.

### Hyperventilatie
Te groot alveolair volume tijdens gecontroleerde beademing zorgt voor verlaging van de CO2 opslag in het lichaam. Dit leidt tot hypocapnie en respiratoire alkalose. Het lagere PCO2 niveau blijkt uit een lagere dan normale ETCO2.

### Pediatrisch capnogram (kleine dieren)
Typisch capnogram tijdens het gebruik van een Jackson-Rees systeem zoals wordt toegepast bij kleine dieren. De aanvankelijke terugademing is het gevolg van onvoldoende aanvoer van vers gas, die later wordt gecorrigeerd.